# Winnipeg Lacus
Il Winnipeg Lacus è un Lago di idrocarburi allo stato liquido che si trova sulla superficie di Titano e raggiunge una profonditá di circa 105 metri.